# 比阿特丽斯·皮龙
比阿特丽斯·伊丽莎白·皮龙·坎德拉里奥（西班牙語：Beatriz Elizabeth Pirón Candelario，1995年2月27日—），多米尼加女子举重运动员，2015年泛美运动会女子48公斤级铜牌得主、2019年泛美运动会女子49公斤级金牌得主、2023年泛美运动会女子49公斤级铜牌得主。